# Дионисий Попстанков
 Тази статия е за химика.  За общественика вижте Дионис Станков.  
Дионисий (Поп)Кочов Попстанков (Станков) е български химик.

## Биография
Дионисий Попстанков е роден на 10 юни 1885 година в град Енидже Вардар, тогава в Османската империя, днес Яница, Гърция. В 1904 година завършва с деветнадесетия випуск Солунската българска мъжка гимназия.
В 1910 година завършва химия в Софийския университет.
Преселва се във Варна. При избухването на Балканската война е македоно-одрински опълченец. Награден е с орден „Свети Александър“.
Участва в Първата световна война като младши подофицер в Единадесета пехотна македонска дивизия. Награден е с орден „За храброст“, IV степен.
Член е на строителния комитет за изграждането на Македонския културен дом във Варна.